# Distretto di Gualaca
Il distretto di Gualaca è un distretto di Panama nella provincia di Chiriquí con 9.750 abitanti al censimento 2010

## Geografia antropica

### Suddivisioni amministrative
Il distretto è suddiviso in cinque comuni (corregimientos):
- Gualaca
- Hornito
- Los Ángeles
- Paja de Sombrero
- Rincón